# Jacksonia condensata
Jacksonia condensata là một loài thực vật có hoa trong họ Đậu. Loài này được Crisp & J.R.Wheeler miêu tả khoa học đầu tiên.